# Bücker Bü 131

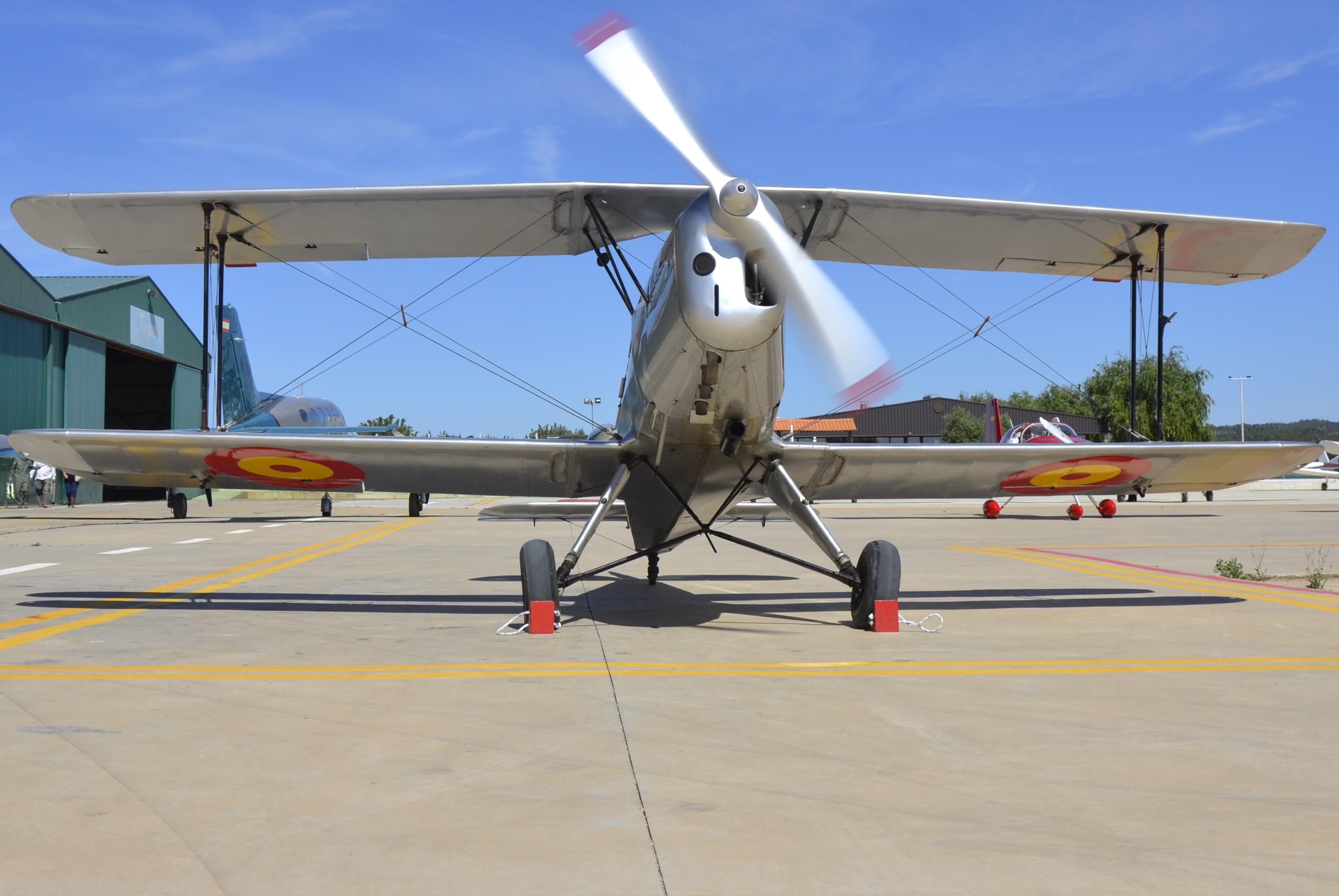
CASA C-1131E (Bücker Bü 131) de la FACV en el Aeródromo de Requena.

El  Bücker Bü 131 Jungmann («hombre joven» en alemán) fue un avión de entrenamiento básico usado desde los años 30 del siglo XX. Fabricado en Alemania por Bücker Flugzeugbau, fue usado por la Luftwaffe durante la Segunda Guerra Mundial.

## Desarrollo

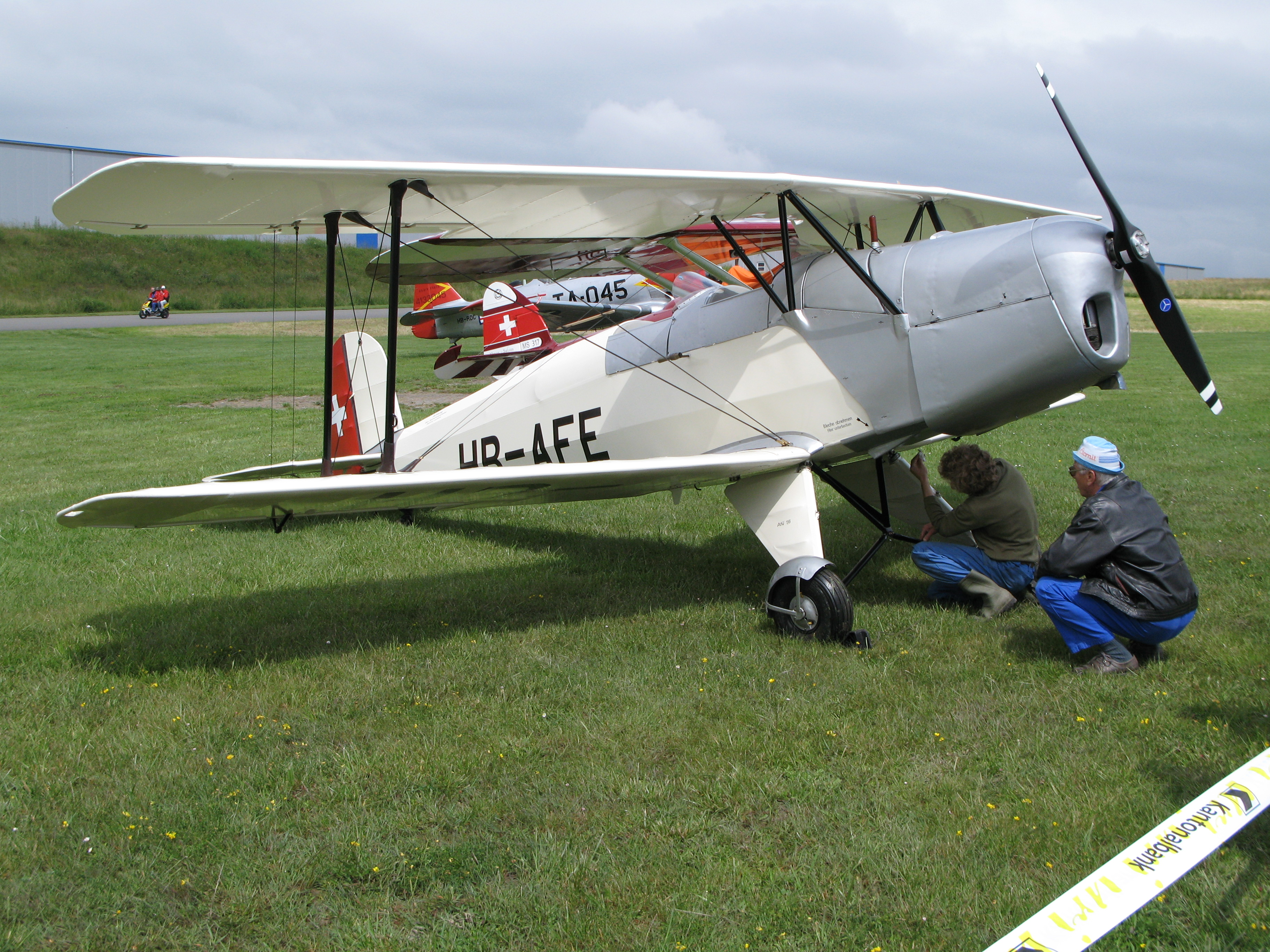
Un Bü 131 de 1938.

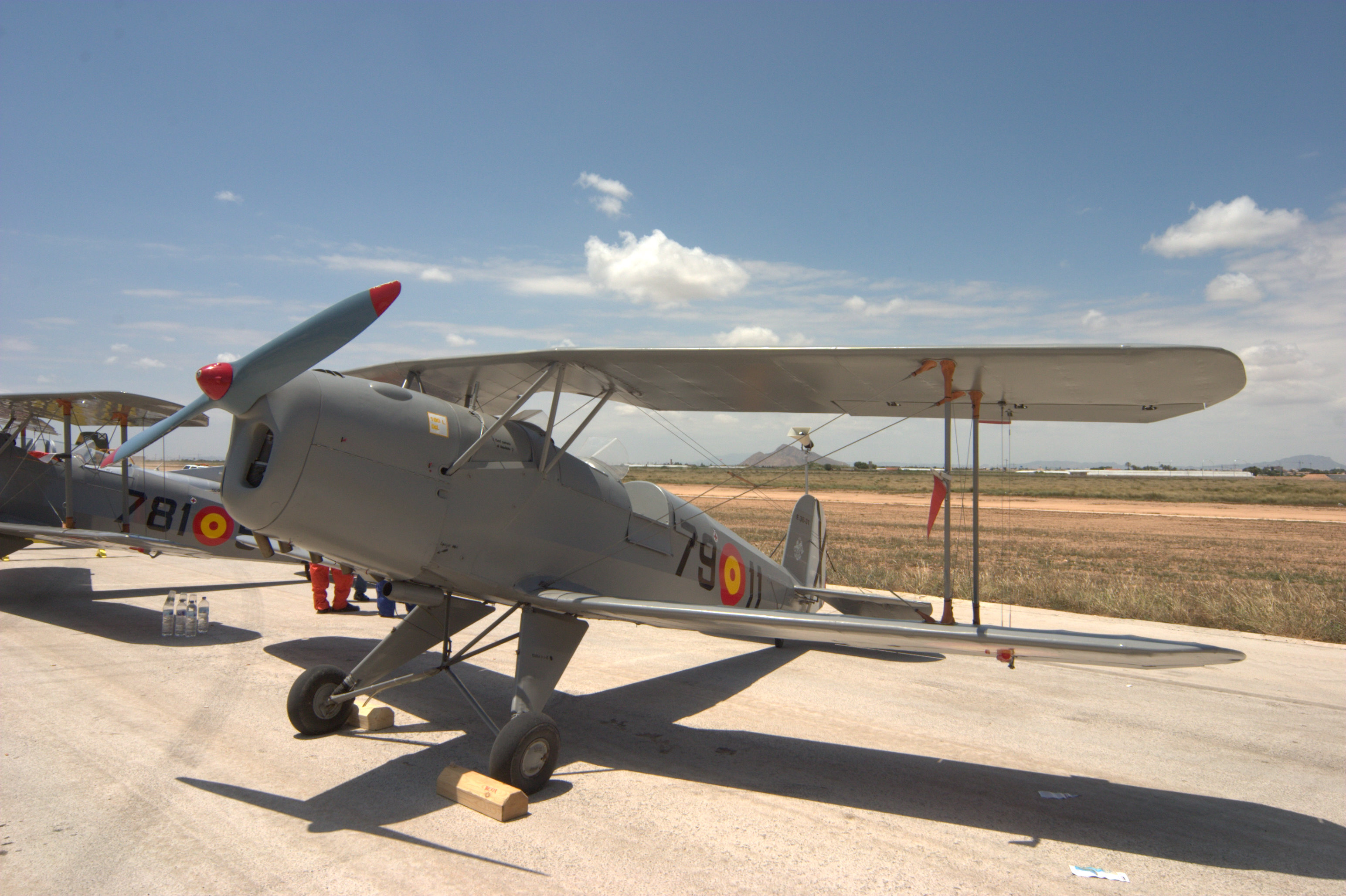
Un CASA 1.131 (E.3B) del Ejército del Aire.

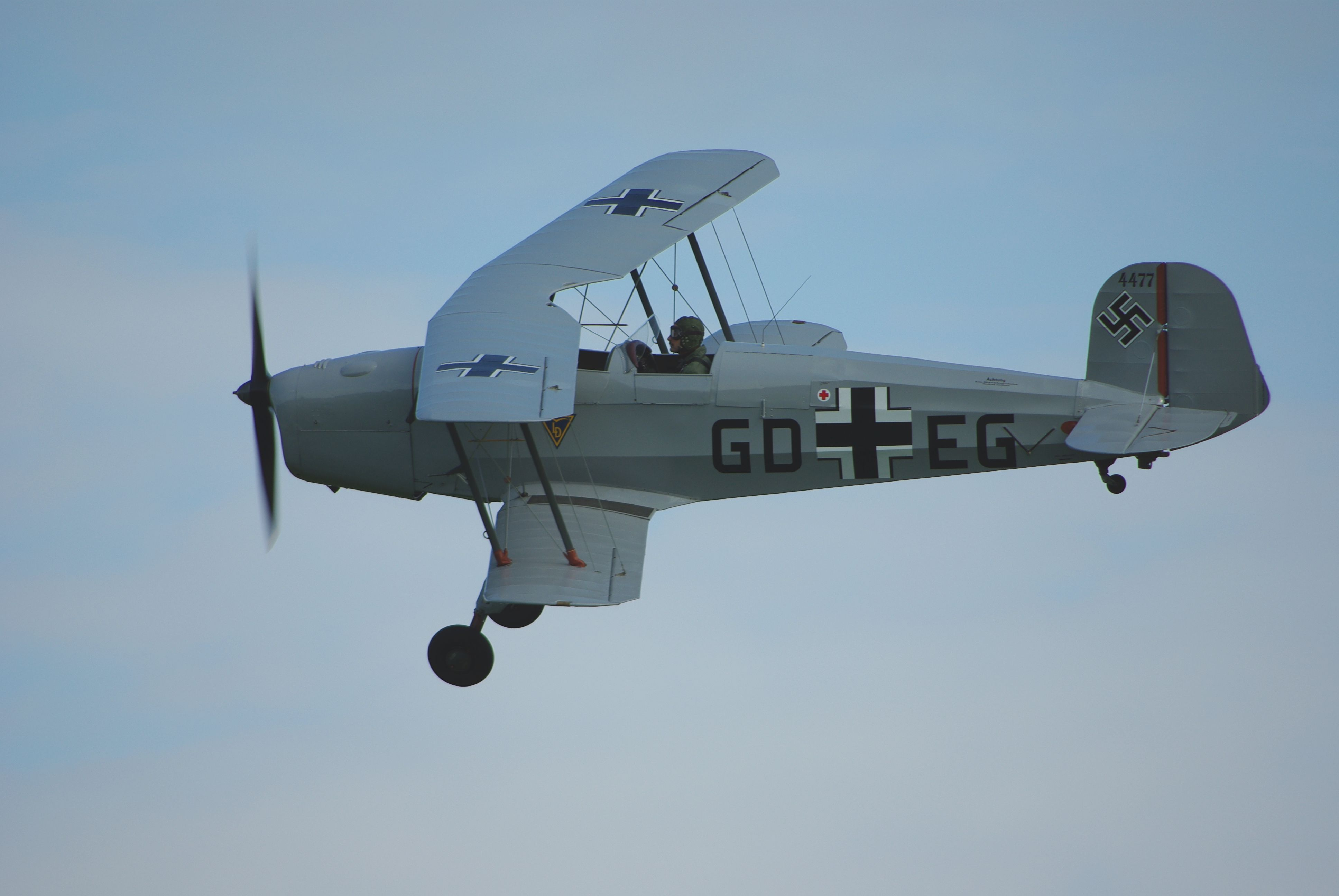
El Jungmann G-RETA de la Shuttleworth Collection en Old Warden.

Después de haber servido como oficial en la Kaiserliche Marine durante la Primera Guerra Mundial, Carl Clemens Bücker se trasladó a Suecia, donde se convirtió en director administrativo de Svenska Aero AB (no confundir con la Svenska Aeroplan AB, SAAB). Más tarde regresaría a Alemania con Anders Anderson, un joven diseñador de SAAB. Bücker Flugzeugbau GmbH fue fundada en Berlín en 1932, siendo el Bü 131 Jungmann el primer avión producido.

## Historia operacional
Robusto y ágil, el Jungmann fue seleccionado como el entrenador primario básico de la Luftwaffe. Se concedieron licencias de producción a Checoeslovaquia, España, Hungría, Suiza y Japón; en este último país se construyeron más de 1200 unidades para los servicios aéreos del Ejército y la Armada como Kokusai Ki-86 y Kyūshū K9W respectivamente. En España, la producción continuó en CASA como CASA 1131 hasta principios de los años 60. El Jungmann conservó su cometido en la Fuerza Aérea Española como entrenador primario básico hasta 1968.
El Bü 131A fue el último biplano construido en Alemania. Tenía dos cabinas abiertas en tándem, y tren de aterrizaje fijo. El fuselaje era de tubo de acero, recubierto con tela y metal. Los planos estaban construidos de madera y tela. Su primera motorización fue un Hirth HM60R de 60 kW (80 hp).
En 1936 se produjo la versión Bü 131B, con un motor Hirth 504A-2 de 78 kW (105 hp).
La mayor parte de la producción en tiempo de guerra para la Luftwaffe fue realizada por Aero en Praga.
Unos doscientos Jungmann sobreviven hasta hoy, muchos de ellos equipados con motores más modernos y potentes como el Lycoming O-320 de 150 hp y el O-360 de 180 hp de cuatro cilindros, siendo utilizados para vuelo acrobático.

### Bücker 131 en España
El Bücker Bü 131 Jungmann ha sido el avión más operado, en cantidad, por el Ejército del Aire español. En total, 550 aeronaves nuevas y treinta reconstruidas. Este biplano, utilizado como avión de instrucción elemental, ha prestado servicio a la aviación española durante cincuenta años. Utilizando diversas motorizaciones, las últimas trecientas aeronaves contaron con el famoso motor español Tigre G-IV A, que daba al aparato una potencia de 125 hp.
Con la llegada de la Legión Cóndor en de noviembre de 1936, aparecieron en España los tres primeros Bü 131. Alemania suministraría hasta noventa y cinco aparatos en total. Fueron inicialmente destinados a la escuela elemental de El Copero (Sevilla), y posteriormente a los otros centros de formación creados. En la posguerra, la empresa CASA comenzó su fabricación en España bajo licencia, volando el primer Bücker español el 14 de marzo de 1941. Habiendo fabricado doscientas unidades con motor alemán, en 1950 se inició la entrega de las aeronaves propulsadas con el motor “Tigre” español, completando los pedidos en 1963. En total fueron construidos trescientos treinta ejemplares localmente, a los que se suman los treinta Bücker originales transformados con el motor español.

## Variantes

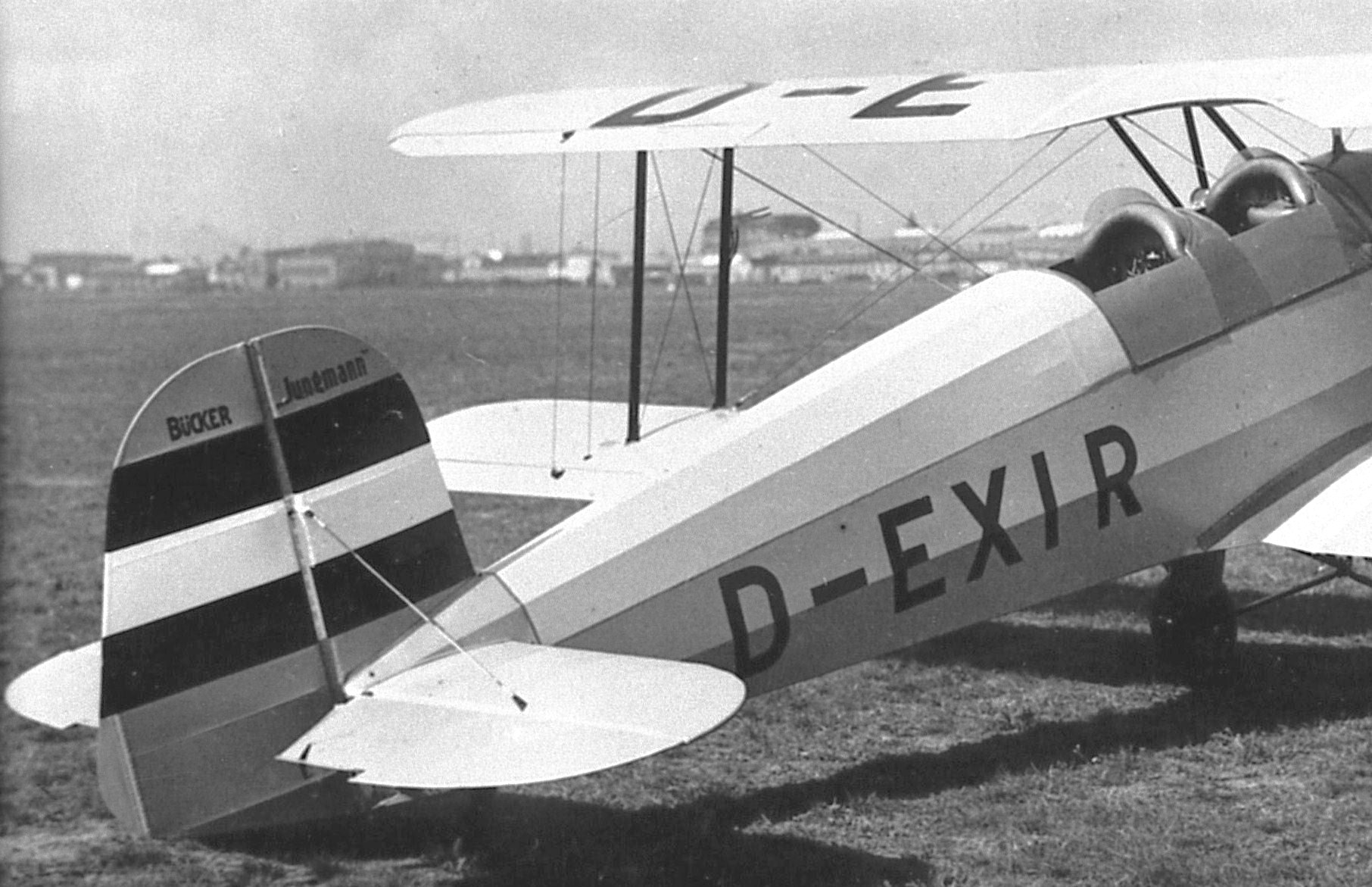
Bücker Bü 131 A 'Jungmann', D-EXIR - probablemente. Aeródromo de la fábrica de Rangsdorf, distrito de Teltow-Fläming, hacia 1935

Bü 131A
Biplano entrenador primario biplaza. Versión de producción inicial.
Bü 131B
Versión mejorada, con un motor más potente Hirth HM 504A-2.
Bü 131C
Versión experimental, provista de un motor lineal Cirrus Minor de 67 kW (90 hp); uno construido.
Nippon Kokusai Ki-86A (Entrenador Primario Tipo 4 del Ejército)
Versión producida en Japón para el Servicio Aéreo del Ejército Imperial Japonés con motor Hitachi Ha47.
Nippon Kokusai Ki-86B (Entrenador Primario Tipo 4 del Ejército)
Versión con estructura de madera para aliviar los escasos suministros de materiales estratégicos.
Kyushu K9W1 Momiji (Modelo 11 de Entrenador Tipo 2 de la Armada)
Versión japonesa para la Armada Imperial Japonesa, propulsado por el Hitachi GK4A Hatsukaze 11.
Tatra T-131
Checoslovaquia, licencia prebélica de Tatra Koprivnice.
Aero C-4
Producción en masa en la fábrica Aero Vodochody en la Checoslovaquia ocupada, bajo la designación de Bücker Bü 131B, usados en la posguerra con el motor original Hirth.
Aero C-104
Checoslovaquia, desarrollo posbélico con un motor Walter Minor 4-III ; 260 construidos.
CASA 1.131
Versiones producidas bajo licencia en España por CASA para el Ejército del Aire, designado E.3B.
BP 131
Versión moderna bajo licencia.
SSH T-131P
Versión moderna polaca de preproducción, propulsada por un motor Walter Minor 4-III de 78 kW (105 hp). Cuatro construidos a partir de 1994.
SSH T-131PA
Versión principal de producción polaca, con motor LOM M332AK de 103 kW (138 hp). Primer vuelo en 1995.

## Operadores
Alemania
- Luftwaffe

 Bulgaria
- Fuerza Aérea de Bulgaria

 Checoslovaquia

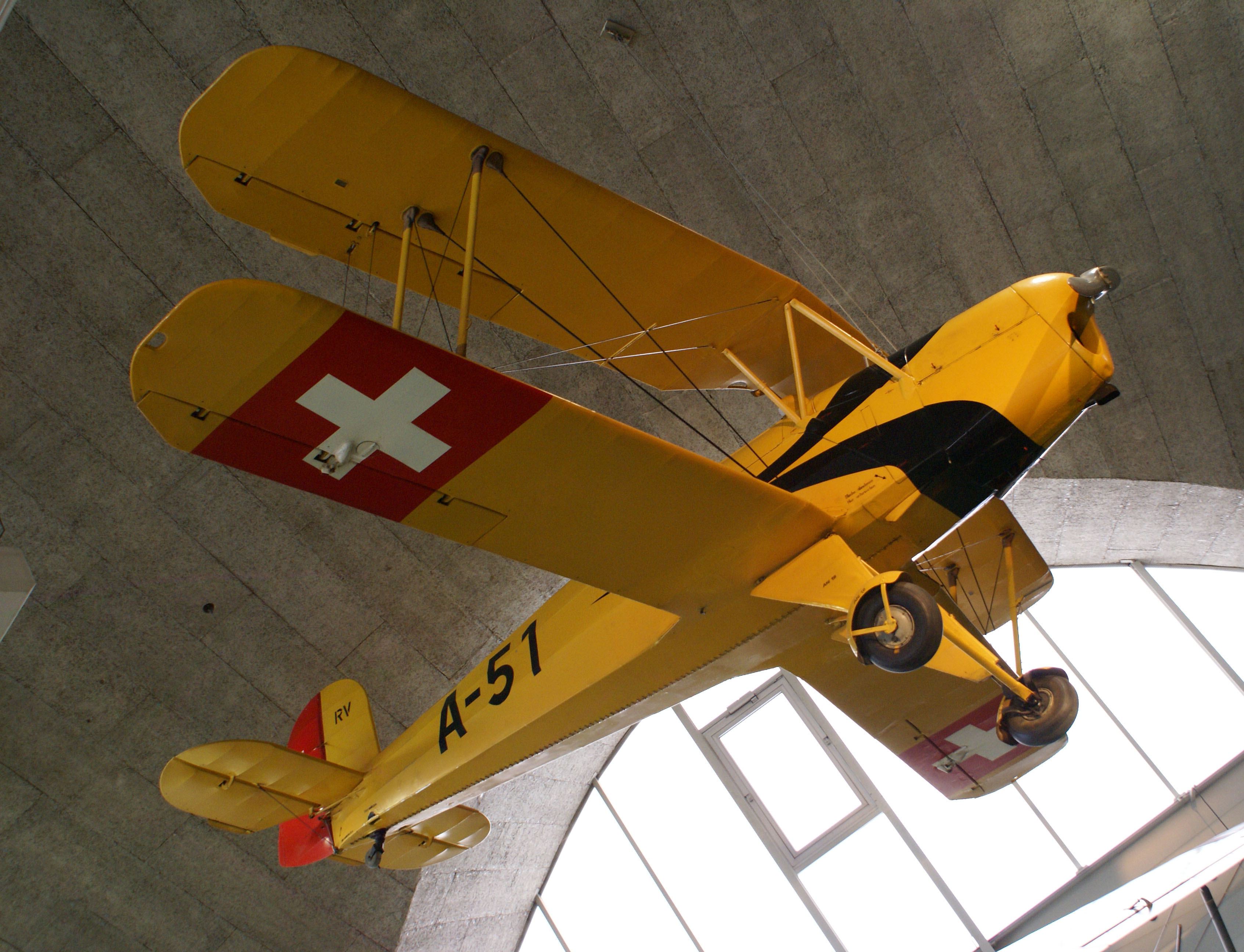
Bü 131B de la Fuerza Aérea Suiza

- Fuerza Aérea Checoslovaca: posguerra.
- Guardia Nacional de Seguridad checoslovaca.

 Estado Independiente de Croacia
- Fuerza Aérea del Estado Independiente de Croacia

 Eslovaquia
- Fuerza Aérea Eslovaca (1939-45)

 España
- Ejército del Aire de España

 Finlandia
- Fuerza Aérea Finlandesa

 Grecia
- Fuerza Aérea Griega

 Hungría
- Real Fuerza Aérea Húngara

 Japón
- Servicio Aéreo del Ejército Imperial Japonés: Kokusai Ki-86.
- Armada Imperial Japonesa: Kyūshū K9W1.

 Países Bajos
- Real Fuerza Aérea de los Países Bajos

 Polonia
- Fuerza Aérea de Polonia: uno comprado para pruebas antes de 1939.[6] 20 fueron fabricados en Polonia entre 1994 y 2000.[7]

 Rumania
- Real Fuerza Aérea Rumana
- Fuerza Aérea Rumana

 Sudáfrica
- Fuerza Aérea Sudafricana

 Suiza
- Fuerza Aérea Suiza: de 1936 a 1971.

 Reino de Yugoslavia
- Real Fuerza Aérea Yugoslava

 Yugoslavia
- Fuerza Aérea Yugoslava

## Especificaciones (Bü 131B)
Referencia datos: Bridgeman, el Virtual Aviation Museum en internet

### Características generales
- Tripulación: Dos (alumno e instructor)
- Longitud: 6,6 m (21,7 ft)
- Envergadura: 7,4 m (24,3 ft)
- Altura: 2,4 m (7,7 ft)
- Superficie alar: 13,5 m² (145,3 ft²)
- Peso vacío: 380 kg (837,5 lb)
- Peso cargado: 670 kg (1476,7 lb)
- Peso útil: 270 kg (595,1 lb)
- Planta motriz: 1× motor lineal de 4 cilindros invertidos Hirth HM 504.
  - Potencia: 75 kW (103 HP; 102 CV)
- Hélices: Bipala de paso fijo

### Rendimiento
- Velocidad nunca excedida (Vne): 220 km/h (137 MPH; 119 kt)
- Alcance: 400 km (216 nmi; 249 mi)
- Techo de vuelo: 4500 m (14 764 ft)

## Aeronaves relacionadas

### Desarrollos relacionados
- Bücker Bü 133

### Aeronaves similares
- Stampe SV.4
- Fisher Youngster
- Boeing-Stearman Modelo 75
- Leopoldoff L.55 Colibri
- de Havilland Tiger Moth
- de Havilland Hornet Moth
- Polikarpov Po-2

### Secuencias de designación
- Secuencia Bü _ (designaciones del RLM para Bücker): Bü 131 - Bü 133 - Bü 134 - Bü 180 →
- Secuencia Numérica (interna de CASA): III - 1.131 - 1.133 - 2.111 - 352 →
- Secuencia Numérica (designaciones del RLM 1933-1945): ← Hs 128 - Hs 129 - Hs 130 - Bü 131 - Bü 132/Hs 132 - Bü 133 - Bü 134 →
- Secuencia K__ (Entrenadores de la Armada japonesa): ← K8Ni - K8P - K8W - K9W - K10W - K11W - KXA - KXBu - KXC - KXJ - KXHe →
- Secuencia C-_ (Entrenadores checoslovacos, 1945-1958): ← C-26 - C-30 - C-103 - C-104 - C-105 - C-106 - C-110 →
- Secuencia Numérica (Aeronaves del Ejército del Aire español, 1939-1945): ← 31 (I) - 31 (II) - 32 - 33 - 35 - 36 - 37 (I) →
- Secuencia EE._ (Aeronaves de Escuela Elemental del Ejército del Aire español, 1945-1954): EE.1 (I) - EE.1 (II) - EE.2 - EE.3 - EE.4 - EE.5 - EE.6
- Secuencia E._ (Aeronaves de Escuela del Ejército del Aire español, 1954-1978): E.1 - E.3 - E.4 - E.5 - E.6 (I) →
- Secuencia E._ (Aeronaves de Escuela del Ejército del Aire español, 1978-presente): E.3 - E.14 - E.15 - E.16 →